# کتیبه پاقباله
کتیبه پاقباله (هـ - ۱۲۳) مربوط به دوران‌های تاریخی پس از اسلام است و در شهرستان هرسین، روستای بزن آباد واقع شده و این اثر در تاریخ ۲۴ فروردین ۱۳۸۲ با شمارهٔ ثبت ۸۱۴۸ به‌عنوان یکی از آثار ملی ایران به ثبت رسیده‌است.